# Banca europea per gli investimenti

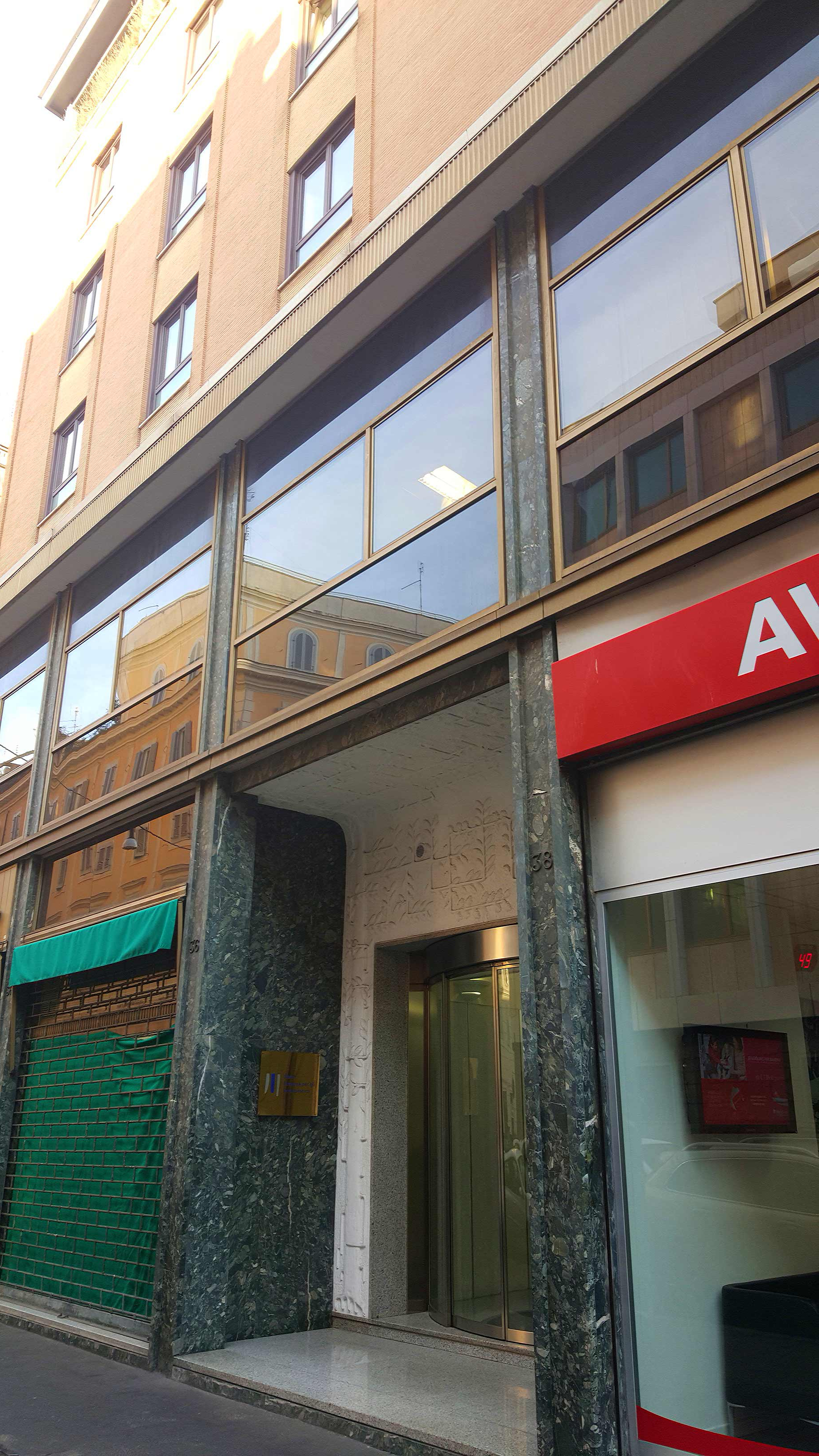
Sede italiana della Banca Europea per gli Investimenti a Roma, via Sardegna 38

La Banca europea per gli investimenti o BEI (in francese, Banque européenne d'investissement; in inglese, European Investment Bank, EIB) è l'istituzione finanziaria dell'Unione europea creata nel 1957 e ufficialmente fondata nell'anno seguente, con il Trattato di Roma, per il finanziamento degli investimenti atti a sostenere gli obiettivi politici dell'Unione.
È uno dei più grandi finanziatori sovranazionali al mondo. È stata la prima banca di sviluppo regionale al mondo ed è talvolta ricordata come la più grande banca multilaterale di sviluppo. La BEI è stata istituita in un'ottica di sviluppo più equo all'interno dell'UE, grazie ad appositi prestiti alle regioni meno sviluppate, nonché di sostegno al mercato interno dell'UE. È attiva in 140 paesi in tutto il mondo. Circa il 10% dei suoi investimenti è destinato a paesi non appartenenti all'UE al fine di sostenere le politiche di cooperazione e aiuto allo sviluppo dell'Unione europea.

## Descrizione
La BEI è un'organizzazione senza scopo di lucro che sostiene finanziariamente progetti funzionali al conseguimento degli obiettivi strategici dell'Unione europea mediante prestiti, garanzie e assistenza tecnica. Tali obiettivi sono:
1. lo sviluppo regionale
2. le reti trans-europee di trasporto
3. lo sviluppo delle telecomunicazioni e del settore dell'energia
4. la ricerca, lo sviluppo e l'innovazione
5. lo sviluppo e la protezione dell'ambiente
6. la salute e l'istruzione.

La BEI opera principalmente nei settori del clima, dell'ambiente, delle piccole e medie imprese (PMI), dello sviluppo, della coesione, dell'innovazione e delle competenze nonché delle infrastrutture. I suoi fondi sono prevalentemente destinati ai progetti "che, per la loro ampiezza o natura, non possono essere interamente assicurati dai vari mezzi di finanziamento esistenti nei singoli Stati membri".
La BEI non si finanzia attraverso il bilancio dell'Unione europea ma attraverso operazioni di raccolta e quindi emissioni di obbligazioni sui mercati internazionali dei capitali. La quota di capitale versata da ciascuno Stato membro nelle riserve della BEI corrisponde grosso modo alla relativa porzione di prodotto interno lordo dell'UE.
Sono membri della BEI, avendone tutti sottoscritto il capitale sociale, gli Stati membri dell'Unione europea (l'Italia oggi vi partecipa per il 16,1%).
Pur muovendosi nell'ambito del sistema normativo comunitario (lo Statuto della Banca è oggetto di uno dei protocolli allegati al Trattato CEE), la BEI è dotata, rispetto alla UE, di autonoma personalità giuridica di diritto internazionale nonché di indipendenza finanziaria, amministrativa e di controllo.
Scopo della Banca è quello di sostenere gli obiettivi dell'Unione europea fornendo finanziamenti a lungo termine per specifici progetti di investimento e contribuire a una maggiore integrazione e coesione socio-economica dei paesi membri. Come istituzione comunitaria la BEI effettua, inoltre, un continuo adattamento delle proprie attività di investimento in funzione degli sviluppi delle politiche comunitarie.
La sede della BEI è in Boulevard Konrad Adenauer nel quartiere Kirchberg della città di Lussemburgo, capitale dell'omonimo granducato. Tuttavia, al fine di favorirne l'operatività, sono stati istituiti uffici della Banca anche a Bruxelles, Parigi, Roma, Atene, Berlino, Lisbona, Londra, Amsterdam, Helsinki, Madrid, Il Cairo, Nairobi e altre località.
Al di fuori dei paesi dell'UE, la Banca contribuisce all'attuazione delle politiche comunitarie relative alla cooperazione in accordo ai termini e alle norme contenuti nei diversi trattati e accordi che legano l'Unione Europea a circa 130 paesi, sia dell'Europa centrale e orientale che dell'area del Mediterraneo come anche in Africa, Asia, America Latina, nei Caraibi e dell'area del Pacifico.
In quest'ambito la BEI è, insieme all'Unione Europea, membro fondatore della Banca europea per la ricostruzione e lo sviluppo (BERS).

### Ruolo della BEI
La Banca europea per gli investimenti è la banca dell'Unione europea e i suoi azionisti sono gli Stati membri. Il suo ruolo consiste nel finanziare progetti funzionali al conseguimento degli obiettivi dell'Unione europea.
La maggior parte delle attività della BEI (90%) riguarda il territorio dell'Unione europea e l'obiettivo è quello di promuovere l'integrazione e lo sviluppo nel continente. La Banca effettua tuttavia anche investimenti al di fuori dell'Europa a sostegno delle politiche di cooperazione e aiuto allo sviluppo dell'UE. È attiva in 140 paesi suddivisi nei seguenti gruppi: paesi dell'allargamento, Associazione europea di libero scambio (EFTA), vicinato meridionale dell'UE, vicinato orientale dell'UE, Africa subsahariana, Caraibi e Pacifico, Asia e America latina, Asia centrale e Regno Unito.
Il ruolo della BEI è chiaramente espresso dall'articolo 198E del Trattato di Maastricht:
a) progetti contemplanti la valorizzazione delle regioni meno sviluppate;
b) progetti contemplanti l'ammodernamento o la riconversione d'impresa oppure la creazione di nuove attività richieste dalla graduale realizzazione del mercato comune che, per la loro ampiezza o natura, non possono essere interamente assicurati dai vari mezzi di finanziamento esistenti nei singoli Stati membri;
c) progetti d'interesse comune per più Stati membri che, per la loro ampiezza o natura, non possono essere completamente assicurati dai vari mezzi di finanziamento esistenti nei singoli Stati membri.»
In quanto organismo indipendente, la Banca gode di una perfetta autonomia per quanto riguarda le decisioni di assunzione e concessione di prestiti. Opera in collaborazione con altre istituzioni dell'UE, in particolar modo la Commissione europea, il Parlamento europeo, e il Consiglio dell'Unione europea. Nello svolgimento dei suoi compiti, la Banca facilita il finanziamento di programmi d'investimento congiuntamente con gli interventi dei fondi strutturali e degli altri strumenti finanziari della Comunità.
In merito a tale norma i seguenti aspetti, possono essere evidenziati:
- la raccolta dei fondi da parte della BEI avviene sui mercati internazionali dei capitali
- la BEI non persegue fini di lucro; ciò non significa, comunque, che la BEI effettui finanziamenti a fondo perduto: come per ogni altra banca d'investimento tutte le somme investite devono essere rimborsate alla Banca
- vi è un'esplicita previsione di interventi coordinati e congiunti con i Fondi strutturali e con gli altri strumenti finanziari comunitari
- i progetti sostenuti dalla BEI devono contribuire allo sviluppo economico e sociale dei paesi membri dell'UE portandolo a un medesimo livello: per tale motivo la Banca effettua i propri investimenti principalmente nelle zone più povere o dove si riscontrano le maggiori carenze strutturali all'interno dell'UE
- nel giugno 2013 si è proposto di farne la finanziatrice del nuovo sviluppo europeo per uscire dalla crisi del quinquennio precedente, aumentandone considerevolmente il capitale e quindi la capacità di credito per le piccole e medie imprese.

## Fonti di finanziamento

### Risorse
La Banca europea per gli investimenti è un'organizzazione senza scopo di lucro. Pur essendo un organismo dell'Unione europea, in nessun caso le risorse della BEI provengono dal bilancio dell'UE, dal momento che la Banca è finanziariamente autonoma. Dispone infatti di risorse proprie che integra con operazioni di raccolta sui mercati internazionali dei capitali.
La BEI emette prestiti obbligazionari per raccogliere risorse sui mercati dei capitali che poi a sua volta presta ai propri clienti, secondo una prassi comunemente utilizzata da governi e imprese appunto per finanziarsi attraverso il debito. Le parti concordano una data fissa per il rimborso del prestito, solitamente dietro corresponsione di un tasso di interesse. Gli acquirenti delle obbligazioni della BEI sono investitori non professionali (retail) e istituzionali di tutto il mondo.
La BEI effettua principalmente investimenti a lungo termine e il rating assegnatole da Moody's, Standard and Poor's e Fitch è AAA. Grazie al tale ottimo merito di credito la Banca può permettersi di raccogliere capitali a tassi più convenienti per poi prestarli, sempre a tasso agevolato, a favore di progetti, in Europa e nel mondo, in grado di promuovere gli obiettivi strategici dell'UE.
Oltre alle obbligazioni di riferimento, a quelle pubbliche e ai collocamenti privati di diversa entità, valuta, scadenza e struttura, la Banca offre i cosiddetti green bond e le obbligazioni per lo sviluppo sostenibile. Nel 2007 la Banca europea per gli investimenti ha emesso i primi green bond sotto il nome di "obbligazioni climaticamente responsabili". La BEI è anche il principale emittente di green bond al mondo, con 30,8 miliardi di euro in 16 valute raccolti nel 2020. I capitali raccolti attraverso i green bond sono utilizzati dalla BEI esclusivamente a sostegno di progetti che contribuiscono all'azione per il clima nel settore delle energie rinnovabili (ad esempio la produzione di energia eolica, idroelettrica, solare e geotermica) e in quello dell'efficienza energetica (quindi progetti relativi a teleriscaldamento, cogenerazione e isolamento degli edifici).

### Azionisti
La Banca europea per gli investimenti dispone del capitale conferitole dai suoi azionisti, gli Stati membri dell'Unione europea. Ciascuno Stato membro ha sottoscritto una quota di capitale proporzionale al proprio peso economico (in termini di prodotto interno lordo) all'interno dell'Unione europea al momento dell'adesione del paese.
Il capitale della BEI, il cui ammontare è stabilito dall'art. 4.1 dello statuto (più volte modificato), è suddiviso in quote ed espresso in euro; è sottoscritto dagli Stati membri dell'istituzione in misure tra loro diverse secondo una ripartizione che tiene in considerazione sia fattori economici (il PIL al momento dell'integrazione dello Stato nell'UE) che politici; gli Stati membri sono responsabili soltanto fino a concorrenza dell'ammontare della loro quota di capitale sottoscritto e non versato; la previsione dell'ammontare del capitale nello statuto della BEI è caratteristica peculiare della Banca che la distingue dagli altri organismi finanziari internazionali (in primo luogo dalla Banca Mondiale) il cui capitale è variabile limitandosi i rispettivi statuti a fissare l'ammontare del capitale "autorizzato" (ovvero la soglia massima al di sotto della quale deve mantenersi il capitale effettivamente sottoscritto, quest'ultimo variabile a seconda dell'ingresso o dell'uscita di uno Stato membro).
A seguito dell'uscita del Regno Unito dall'Unione europea, il Consiglio dei governatori della Banca europea per gli investimenti ha deciso un aumento proporzionale delle sottoscrizioni dei rimanenti Stati membri in modo da mantenere lo stesso livello di capitale complessivamente sottoscritto (243,3 miliardi di euro). Da marzo 2020 il capitale sottoscritto della BEI è ulteriormente aumentato di 5,5 miliardi di euro a seguito della decisione di due Stati membri di incrementare la propria quota (Polonia e Romania). Il capitale sottoscritto totale della BEI ammonta ora a 248,8 miliardi di euro. L'uscita del Regno Unito dall'UE non ha inciso sul rating AAA del Gruppo BEI.
In secondo luogo concorrono a formare le risorse proprie della BEI i prestiti speciali fruttiferi accordati (a norma dell'articolo 6 dello statuto) dagli Stati membri alla Banca proporzionalmente al capitale da questi sottoscritto.

## Il Gruppo Banca europea per gli investimenti
Il Gruppo BEI, composto dalla Banca Europea per gli Investimenti (BEI) e dal Fondo europeo per gli investimenti (FEI), è stato costituito a seguito delle decisioni del Consiglio europeo di Lisbona tenutosi tra il 23 ed il 24 marzo 2000. La creazione di tale gruppo ha avuto lo scopo di riunire gli strumenti di investimento dell'UE in seno ad un'unica istituzione favorendo al contempo gli investimenti dell'Unione nel capitale di rischio delle Piccole e medie imprese (PMI), operazioni in precedenza possibile solo per il FEI.
Con la creazione del Gruppo la BEI diviene, con il 59,6%, il principale azionista del FEI pur mantenendo il Fondo una struttura azionaria tripartita comprendente anche le quote della Commissione europea (30%) e quella di banche ed istituzioni finanziarie europee (10,85%). In tal modo, il Gruppo BEI ha la possibilità di giocare un ruolo predominante nello sviluppo della competitività dell'industria europea tramite finanziamenti diversificati per le attività delle PMI (prestiti a medio e lungo termine, garanzie ed operazioni di venture capital) anche in collaborazione con il settore bancario privato. Le operazioni di venture capital sono concentrate in capo al FEI che costituisce, in tal modo, una delle principali risorse di tale tipo di finanziamenti in seno all'Unione.
Con il 62% di azioni detenute, la Banca europea per gli investimenti è l'azionista di maggioranza del FEI. L'altro azionista principale, che detiene il 29% delle azioni, è la Commissione europea.
Il Fondo europeo per gli investimenti (FEI) è il braccio finanziario dell'Unione europea specializzato nel venture capital. Fornisce inoltre garanzie a favore delle piccole e medie imprese (PMI). Nel 2018 i 25 milioni di PMI dell'UE rappresentavano il 99,8% del totale delle imprese non finanziarie e davano lavoro a circa 97,7 milioni di persone (66,6% dell'occupazione totale) generando il 56,4% del valore aggiunto complessivo (4 357 miliardi di EUR).
Il FEI sostiene le imprese in tutte le fasi dello sviluppo, da quelle di pre-avviamento, avviamento e start-up, caratterizzate da trasferimento tecnologico, finanziamento da parte di business angel, microfinanza e venture capital per le prime fasi, a quelle della crescita e dello sviluppo, in cui intervengono fondi di venture capital formale, fondi mezzanini e garanzie sul portafoglio/supporto del credito. Il FEI opera sulla base di specifici mandati del Consiglio europeo e del Parlamento europeo, della Commissione europea o di altre autorità pubbliche, della Banca europea per gli investimenti oppure a proprio rischio.
L'Istituto BEI è nato nel 2012 per promuovere e sostenere iniziative sociali, culturali e accademiche in collaborazione con le parti interessate europee e il pubblico in generale. Si occupa di comunità e cittadinanza per il Gruppo BEI.

### Organizzazione
La BEI è amministrata e gestita, a norma dell'articolo 8 del proprio statuto, dai seguenti organi:
- il Consiglio dei governatori, rappresentato dai 27 ministri dell'economia dei paesi dell'UE, che ha come compito quello di definire l'indirizzo politico della Banca
- il Consiglio di amministrazione, al quale è in carico l'applicazione della politica della BEI
- il Comitato direttivo, che assicura il funzionamento e l'operatività ordinaria dell'istituzione

A questi si aggiunge un Comitato di verifica che ha il compito di controllare, annualmente, le operazioni ed i conti della BEI per assicurarsi il rispetto e la conformità degli stessi all'effettiva situazione della Banca.

## Prodotti e servizi finanziari
I prestiti della BEI sono destinati sia al settore privato che al settore pubblico attraverso prodotti finanziari di diverso tipo: se l'attività di finanziamento è quella principale, la Banca fornisce anche orientamenti sulle modalità di utilizzo delle ulteriori fonti di investimento.

### Prestiti
La Banca europea per gli investimenti offre prestiti a lungo termine, che solitamente coprono fino al 50% del costo totale, a favore dei settori sia pubblico che privato, oltre che delle piccole e medie imprese per il tramite di intermediari finanziari. L'importo minimo dei finanziamenti della BEI al settore privato per il singolo progetto o programma di investimento di notevole entità ammonta a 25 milioni di euro. Gli enti pubblici possono beneficiare di prestiti quadro della Banca a partire da 100 milioni di euro per programmi di investimento costituiti da una serie di progetti minori. In ogni caso, che siano destinati a progetti del settore pubblico o privato, i prestiti devono rispondere a una o più priorità della BEI. Oltre al finanziamento diretto del debito o alla finanza di progetto per il settore privato, la BEI concede prestiti a intermediari quali ad esempio Groupe BPCE (Francia), Deutsche Bank AG (Germania) o Intesa Sanpaolo (Italia), che a loro volta offrono alle piccole e medie imprese finanziamenti locali e mirati fino a 12,5 milioni di euro, quindi al di sotto della soglia di 25 milioni di euro normalmente applicata dalla Banca per i finanziamenti diretti ai privati.

### Investimenti azionari (equity)
La Banca europea per gli investimenti investe e co-investe in società e fondi operanti principalmente nei settori delle infrastrutture, dell'ambiente, delle piccole e medie imprese e delle mid-cap.
In alcuni casi la BEI sostiene la crescita delle imprese mediante finanziamenti assimilabili a quelli azionari (quasi-equity), ad esempio attraverso prodotti di venture debt a favore di realtà europee attive nei settori delle biotecnologie, delle scienze della vita, dei software, delle tecnologie dell'informazione e della comunicazione (TIC), dell'ingegneria, dell'automazione, delle energie rinnovabili e delle tecnologie pulite.
L'entità di questo tipo di investimenti, che si sono aggiunti relativamente di recente alle attività della Banca, è di solito inferiore ai limiti imposti per le sue operazioni tradizionali, in quanto i destinatari sono start-up e imprese in fase di crescita. Il Fondo europeo per gli investimenti (FEI) sostiene la BEI collaborando con le PMI e i relativi partner finanziari (banche, istituti di garanzia, leasing e microfinanza, fondi di private equity e di venture capital, ecc.).
Gli investimenti della BEI in fondi azionari (equity) e di debito riguardano generalmente dal 10% al 20% del totale del fondo (il massimale è fissato al 25%) e perseguono obiettivi legati all'azione per il clima, alle infrastrutture o allo sviluppo del settore privato e all'impatto sociale.

### Garanzie
La BEI offre un supporto del credito per il debito senior mediante finanziamenti subordinati, garanzie a titolo gratuito o oneroso e linee di credito condizionate. Per supporto del credito si intende un processo finalizzato al miglioramento del merito creditizio di un'impresa mediante apposite misure interne o esterne. La BEI contribuisce alla protezione del debito senior, migliora il rating del credito e la qualità creditizia ai fini della finanza di progetto, anche con l'obiettivo di attrarre ulteriori finanziamenti privati da parte di investitori istituzionali.
Mediante le garanzie che mette a disposizione di piccole e medie imprese e mid-cap, la Banca offre una copertura contro parte delle perdite eventualmente registrate su un portafoglio di prestiti gettando così le basi per ulteriori finanziamenti. Una garanzia è un negozio giuridico con il quale un terzo (garante) promette di accollarsi un debito o altre passività di un prenditore in caso di inadempimento.

### Servizi di consulenza e assistenza tecnica
La Banca europea per gli investimenti eroga i propri servizi di consulenza, disponibili per progetti pubblici e privati sia all'interno che all'esterno dell'Unione europea, attraverso il Polo europeo di consulenza.
I servizi in questione spaziano dalla consulenza su specifici meccanismi di investimento o sviluppi del mercato agli orientamenti strategici e tecnici per il completamento di un progetto. In sostanza, prima di stipulare un accordo di finanziamento con la BEI o altri investitori, i futuri clienti possono avvalersi delle competenze specialistiche della Banca nei settori della strutturazione finanziaria, degli appalti e della regolamentazione oppure della valutazione d'impatto, ad esempio per quanto riguarda le implicazioni di un progetto in relazione ai cambiamenti climatici. I servizi di consulenza della BEI non possono tuttavia riguardare l'acquisto o la vendita di titoli né la valutazione o l'audit dei progetti.

### Mandati e partenariati
Oltre a finanziare progetti utilizzando le proprie risorse, la Banca europea per gli investimenti istituisce mandati e partenariati in grado di agevolare il finanziamento di progetti più rischiosi e la combinazione tra prestiti e sovvenzioni, ovvero fondi o prodotti erogati senza obbligo di rimborso. Anche i mandati possono comportare investimenti finanziari, magari sulla base di consulenze tecniche e finanziarie.
La BEI lavora in partenariato con varie organizzazioni a livello mondiale tra cui la Commissione europea, il Servizio europeo per l'azione esterna e le Nazioni Unite (ad esempio Energia sostenibile per tutti) o il Fondo internazionale per lo sviluppo agricolo.

## Obiettivi e attività
La BEI è un'organizzazione senza scopo di lucro e fornisce finanziamenti, garanzie e consulenza per progetti a lungo termine funzionali agli obiettivi dell'Unione europea. È parte integrante del Piano di investimenti per l'Europa, la strategia della Commissione europea che punta a colmare le carenze a livello di investimenti attraverso una parziale assunzione dei rischi legati ai progetti finanziati.
La Banca finanzia progetti nei settori del clima, dell'ambiente, dell'innovazione e delle competenze, delle infrastrutture, delle piccole e medie imprese, della coesione e dello sviluppo nonché della lotta a situazioni difficili come la pandemia di COVID-19 e la crisi finanziaria del 2007-2008. Dal 1959 la Banca europea per gli investimenti ha firmato più di 25 000 operazioni in tutto il mondo. Finanzia progetti sia all'interno che all'esterno dell'UE purché rispondenti a uno dei seguenti criteri: ubicazione in una delle regioni meno sviluppate, impossibilità per il singolo Stato membro di finanziare l'operazione e presenza di benefici per una pluralità di Stati membri. Nel corso degli anni Sessanta e nella prima metà degli anni Settanta la BEI finanziò circa 200 progetti relativi alla costruzione o al rinnovamento di infrastrutture e poli industriali in Italia, tra cui in area alpina anche il rinnovamento di due importanti linee ferroviarie e la creazione di due rilevanti autostrade (asse viario Roquebrune-Menton e traforo stradale del Frejus, entrambi sulla frontiera italo-francese), e in particolare nel Mezzogiorno.
La Banca punta a promuovere una crescita economica sostenibile sia all'interno degli Stati membri dell'Unione europea che al di fuori di quest'ultima. Grazie al rating AAA sui mercati internazionali, la BEI è in grado di assumere e concedere prestiti a tassi più interessanti. La Banca persegue gli obiettivi dell'Unione europea offrendo non solo finanziamenti a lungo termine per la realizzazione di progetti, ma anche garanzie e consulenza.
Il Gruppo BEI (Banca europea per gli investimenti e Fondo europeo per gli investimenti) sostiene società, piccole imprese e start-up collaborando con un'ampia rete di banche commerciali, banche e istituzioni nazionali, società di leasing, fondi di venture capital e private equity, investitori informali e fornitori vari.
Nell'ambito del Piano di investimenti per l'Europa della Commissione europea, il Gruppo BEI e il Fondo europeo per gli investimenti strategici sono parte integrante di un sistema volto ad attenuare i rischi inerenti ai progetti altrimenti gravanti sugli investitori. Il finanziamento è concesso previa verifica preliminare (screening) della viabilità del progetto e delle emissioni di carbonio ad esso associate.

### Risposta alla crisi COVID
La Banca europea per gli investimenti ha fornito risorse finanziarie per far fronte sia all'impatto economico della pandemia che all'emergenza sanitaria, nella fattispecie per quanto riguarda la ricerca di un vaccino anti-COVID e di soluzioni in grado di rallentare la diffusione del virus.
Il 26 maggio 2020 il Consiglio di amministrazione della BEI ha approvato il Fondo di garanzia paneuropeo, un fondo da 25 miliardi di euro avallato dal Consiglio europeo nell'ambito del pacchetto complessivo di risposta dell'Unione europea alla crisi COVID. Tutti i 27 Stati membri dell'UE sono stati invitati a contribuire al Fondo mediante garanzie proporzionali alle rispettive quote di capitale della Banca. Il Gruppo BEI si è posto l'obiettivo di mobilitare, attraverso il ricorso al Fondo, fino a 200 miliardi di euro di finanziamenti aggiuntivi per le piccole e medie imprese europee del settore privato. Per le imprese dell'Unione europea l'ammissibilità della richiesta di finanziamento da parte del Fondo di garanzia paneuropeo è subordinata al possesso, prima della crisi, dei requisiti per la concessione di un prestito, poi venuti meno a causa delle implicazioni economiche della pandemia di COVID-19 e dei problemi finanziari ad essa riconducibili.
Nel dicembre 2019 la Banca europea per gli investimenti aveva firmato un prestito di 50 milioni di euro a favore di BioNTech e delle sue attività nell'ambito delle terapie contro il cancro. Nel giugno 2020 è stato approvato un nuovo prestito da 100 milioni di euro a sostegno delle sperimentazioni e della produzione di vaccini da parte della società. Il vaccino anti-COVID BioNTech è stato autorizzato dalle autorità regolatorie dei medicinali britanniche nel dicembre 2020.

### Clima
Il Gruppo BEI è uno dei principali finanziatori dell'azione per il clima a livello mondiale. Entro il 2030 la BEI intende investire 1 000 miliardi di euro in progetti legati al clima attuando nel contempo una transizione giusta<
Il Gruppo Banca europea per gli investimenti, cui fa capo la BEI in quanto banca dell'UE per il clima, nel novembre 2019 si è impegnato ad allineare le proprie attività agli obiettivi e ai principi dell'Accordo di Parigi entro la fine del 2020.
Nel novembre 2020 gli Stati membri dell'UE hanno approvato la Tabella di marcia della Banca per il clima (Climate Bank Roadmap) 2021-2025 del Gruppo BEI nella quale viene delineato il futuro contributo della Banca stessa al Green Deal europeo e allo sviluppo sostenibile nei paesi non appartenenti all'Unione europea. Dalla fine del 2021 la BEI non finanzia più alcun progetto legato ai combustibili fossili.
La BEI contribuisce al Green Deal europeo, che punta a trasformare l'Europa nel primo continente a emissioni zero entro il 2050. I finanziamenti sono a favore di progetti in grado di limitare il riscaldamento globale a 1,5°C entro il 2030, contrastare il degrado ambientale, fermare la perdita di biodiversità e porre rimedio alle disparità generate dai cambiamenti climatici. Nel 2021 il Gruppo Banca europea per gli investimenti ha finanziato progetti per 27,6 miliardi di euro per la lotta ai cambiamenti climatici.

### Innovazione e competenze
Fin dal 2000 la BEI finanzia progetti riguardanti tra l'altro lo sviluppo delle competenze, con oltre 210 miliardi di investimenti in questo senso di cui 20,7 miliardi nel 2021. Il sostegno è destinato/finalizzato a: sviluppo e commercializzazione di nuovi prodotti, processi economici e modelli di business, aumento degli investimenti nelle attività di ricerca e sviluppo, istruzione, miglioramento delle competenze e formazione nonché maggiore qualità della connettività e dell'accesso attraverso reti a banda larga e mobili. A tali ambiti si aggiungono l'adozione e la diffusione del digitale e di altre tecnologie emergenti nonché l'emancipazione delle donne ai fini della loro partecipazione al mercato del lavoro.

### Sviluppo
Il Gruppo BEI finanzia progetti sostenibili e supporta investimenti finalizzati a ridurre la povertà e le disuguaglianze nell'intento di contribuire a una crescita stabile all'interno degli Stati membri dell'Unione europea, dei mercati emergenti e dei paesi in via di sviluppo.
Dal 2010 al 2021 i finanziamenti della BEI al di fuori dell'Unione europea hanno raggiunto oltre 70 miliardi di euro. Nel 2020 il Gruppo Banca europea per gli investimenti ha messo a disposizione i propri prestiti in oltre 100 paesi finanziando vaccini, soluzioni terapeutiche e di diagnostica nonché investendo 1,7 miliardi di euro nella ripresa dei paesi dei Balcani occidentali a seguito della pandemia di COVID-19. Il Gruppo, non solo ha esteso il proprio partenariato con il Programma delle Nazioni Unite per lo sviluppo, ma ha anche rafforzato la cooperazione con l'Associazione europea delle finanziarie di sviluppo (EDFI) per garantire assistenza alle imprese colpite nei paesi in via di sviluppo grazie ai 280 milioni di euro di finanziamenti a favore di progetti nel settore sanitario in dieci paesi africani messi a disposizione in collaborazione con l'Organizzazione mondiale della sanità.

### Infrastrutture
Fin da quando è stata fondata nel 1958, la Banca europea per gli investimenti ha sostenuto lo sviluppo delle infrastrutture sia per gli Stati membri dell'UE che per i paesi non appartenenti alla stessa. Nel 2021, la BEI ha fornito €13.80 miliardi per città e regioni sostenibili e €15.38 miliardi per energia sostenibile e risorse naturali.

### Piccole e medie imprese
La Banca partecipa ad InnovFin, finanziamento dell'UE per l'innovazione, un'iniziativa congiunta del Gruppo BEI e della Commissione europea nell'ambito di Orizzonte 2020. Attraverso tale programma il Gruppo BEI fornisce finanziamenti diretti alle mid-cap. Il Gruppo offre inoltre finanziamenti in venture debt nell'ambito dello Strumento europeo per il finanziamento della crescita (European Growth Finance Facility), che beneficia del sostegno del Fondo europeo per gli investimenti strategici.
Il Gruppo BEI collabora con un'ampia rete di banche commerciali, banche e istituti nazionali, società di leasing, fondi di venture capital e di private equity, investitori informali e fornitori di servizi, anche in regioni in cui l'accesso al credito è limitato. Attraverso i propri intermediari la BEI finanzia microimprese (0-9 dipendenti), piccole imprese (10-49 dipendenti), medie imprese (50-249 dipendenti) e mid-cap (250-3 000 dipendenti).
Nel 2021 il Gruppo BEI ha messo a disposizione 45 miliardi di euro tra prestiti e altri servizi a favore di 431 000 PMI e mid-cap, che a loro volta danno lavoro a 4,5 milioni di persone.

### Coesione
La BEI è un organismo sovranazionale le cui priorità sono la coesione economica, sociale e territoriale nonché la solidarietà all'interno dell'Unione europea, tra i suoi Stati membri, e in generale su scala mondiale. La BEI accorda un'importanza prioritaria ai progetti che contrastano le disparità grazie ad opportunità occupazionali e formative, ad infrastrutture e servizi pubblici nonché alla sostenibilità dell'ambiente in tutta l'Unione europea.
L'obiettivo annuale della BEI per i finanziamenti a favore della coesione è pari al 30% del totale di nuove operazioni condotte nell'UE nonché nei paesi EFTA e in fase di preadesione; tra il 2015 e il 2021 il corrispondente importo è stato di 120 miliardi di euro.

### Presidenti della BEI
- Pietro Campilli (Italia), febbraio 1958 - maggio 1959
- Paride Formentini (Italia), giugno 1959 - settembre 1970
- Yves Le Portz (Francia), settembre 1970 - luglio 1984
- Ernst-Günther Bröder (Germania), agosto 1984 - marzo 1993
- Brian Unwin (Regno Unito), aprile 1993 - dicembre 1999
- Philippe Maystadt (Belgio), gennaio 2000 - dicembre 2011
- Werner Hoyer (Germania), gennaio 2012 - dicembre 2023
- Nadia Calviño (Spagna), gennaio 2024 - in carica